# ダフラ＝オウィド・エッ＝ダハブ地方
ダフラ＝オウィド・エッ＝ダハブ地方(ダフラ＝オウィド・エッ＝ダハブちほう、アラビア語：الداخلة - وادي الذهب)はモロッコ最南部の地方。ポリサリオ戦線との論争。

全域がサハラ・アラブ民主共和国と領土問題を抱えている。
ポリサリオ戦線や独立志向のサフラウィ人は、この地域をサハラ・アラブ民主共和国の一部と主張している。
国連や日本を含む多くの国は、西サハラにおけるサハラ・アラブ民主共和国の存在も、モロッコの領土主張も認めていない。
砂の壁の西側はモロッコが、東側はサハラ・アラブ民主共和国が統治している。
面積は約5.1万km2、2014年の人口は約14.3万人。

首府はダフラ。

## 歴史
2015年9月、オウィド・エッ＝ダハブ＝ラゴゥィラ地方の名称を変更し設立された。

## 行政区画

ダフラ＝オウィド・エッ＝ダハブ地方の県

- アウサード州（英語版）
- オウィド・エッ＝ダハブ州（英語版）

## 地理
- 北：ラユーン＝サキア・エル・ハムラ地方
- 東～南：モーリタニア ティリス・ゼムール州、アドラル州、ダフレト・ヌアジブ州
- 西：大西洋